# Offiong Edem
Offiong Edem (Calabar, Cross River, 31 december 1986) is een Nigeriaans tafeltennisspeelster. Zij is rechtshandig en speelt met de shakehandgreep.
Zij nam namens haar land deel aan de Olympische Zomerspelen 2004, 2012, 2016 en 2020 maar won geen medailles.